# Wólka (gmina Poddębice)
Wólka – wieś w Polsce położona w województwie łódzkim, w powiecie poddębickim, w gminie Poddębice.
Wieś duchowna Wola Kałowska własność opactwa cystersów w Sulejowie położona była w końcu XVI wieku w powiecie łęczyckim województwa łęczyckiego. W latach 1975–1998 miejscowość należała administracyjnie do województwa sieradzkiego.